# 泊町
泊町（とまりまち）は、かつて富山県下新川郡にあった町。
現在の朝日町中心部。

## 地理
北側は日本海に面する。

## 沿革
- 1889年（明治22年）4月1日 - 町村制の施行により、下新川郡泊町の区域の一部、沼保村、荒川新村、道下村、横尾村、大屋村、東草野村及び平柳村の区域をもって、下新川郡泊町が発足する。
- 1929年（昭和4年）1月1日 - 下新川郡泊町の区域の一部を下新川郡五箇庄村に編入する。
- 1954年（昭和29年）8月1日 - 下新川郡泊町、五箇庄村、宮崎村、境村、大家庄村、山崎村及び南保村が合併して、下新川郡朝日町が発足する。

## 町長
出典→
1. 大島直喜：1889年7月13日 - 1895年6月10日
2. 草野兵十郎：1896年3月30日 - 1908年3月30日
3. 佐伯有台：1908年5月13日 - 1913年6月25日
4. 小沢與三：1913年8月21日 - 1919年11月7日
5. 伊東祐賢：1920年2月3日 - 1921年6月7日
6. 野田仙之助：1922年9月15日 - 1926年9月14日
7. 野田仙之助：1926年11月13日 - 1945年3月22日
8. 中川寛治：1945年3月22日 - 1946年5月5日
9. 大菅文治：1946年6月10日 - 1946年11月25日
10. 草野孫右衛門：1947年4月5日 - 1952年2月21日
11. 金森吟：1952年4月1日 - 1954年7月31日